# Фелікс Гамрін
Фелікс Теодор Гамрін (швед. Felix Teodor Hamrin; 14 січня 1875; Менстерос — 27 листопада 1937; Єнчепінг) — шведський політичний діяч, лідер ліберальної Народної партії, займав пост прем'єр-міністра Швеції з 6 серпня по 24 вересня 1932 року. Також обіймав посади міністра торгівлі (1926—1928) та міністра фінансів (1930—1932) у кабінетах Карла Екмана.

## Життєпис
Гамрін народився у комуні Менстеросі в лені Кальмар.
Після навчання в бізнес-школі у Гетеборзі, займався гуртовою торгівлею в Єнчепінгу з 1903 по 1930 рік. Був обраний в Риксдагу у віці 37 років, в уряді Карла Густава Екмана займав пост міністра торгівлі з 1926 по 1928 рік і міністра фінансів з 1930 по 1932. Коли Екман був змушений піти у відставку незадовго до виборів в 1932 році, після самогубства шведського промисловця Івара Крюгера, Хамрін став прем'єр-міністром. Він пішов у відставку після виборів, через те що Народна партія зазнала серйозних втрат на виборах. На посаді пробув всього 50 днів, що стало найбільш нетривалим терміном перебування на посаді прем'єр-міністра Швеції.
Він нетривалий час займав пост лідера Народної партії після Екмана, поки в січні 1935 роки не був обраний новий лідер партії. Також займав пост губернатора Єнчепінгу з 1930 по 1937 рік. Його найважливішим політичними завданнями були боротьба з економічними наслідками перших років великої депресії в Швеції через жорсткі заходи економії, а також для пом'якшення наслідків краху імперії підприємця Івара Крюгера.
Помер у Єнчепінгу 27 листопада 1937 року.